# Francisco Betbezé
Francisco Betbezé (ca. 1730-1802) fue un militar español que sirvió como comandante del Real Cuerpo de Artillería en el Virreinato del Río de la Plata a fines del siglo XVIII.

## Biografía
También llamado Francisco de Betbezé y Ducós, Francisco Juan Fausto Betbezé Ducós de Lahite Ermoise, o Francois Jean Fausto du Cos de la Hitte d'Armoise, señor de Belbèze, nació en Pamplona, España, alrededor del año 1730.
Siguió la carrera de las armas alcanzando el grado de teniente coronel, y en 1772 fue destinado al Río de la Plata para ejercer la comandancia del Real Cuerpo de Artillería.
Hasta 1777 efectuó diversas comisiones en las posiciones defensivas españolas en Río Grande y la Banda Oriental. Ese año, ante una sucesión de malones sobre la campaña, el virrey Pedro de Cevallos decidió efectuar una ofensiva general en la frontera indígena sur del Virreinato del Río de la Plata.
La autorización real para llevar el ataque propuesto por Cevallos llegó en 1778, en momentos en que Juan José de Vértiz y Salcedo (1778-1784) tomaba a su cargo el Virreinato. El 10 de septiembre de 1778 una junta de guerra se opuso al proyecto arguyendo la imposibilidad de levantar y mantener un ejército tan numeroso y proponiendo como alternativa adelantar las guardias al sur del río Salado.
Antes de decidir, Vértiz encargó al teniente coronel Francisco Betbezé realizar un reconocimiento de los lugares que ocupaban los fortines y de las zonas señaladas para el traslado.
Betbezé, acompañado por Juan Joseph de Sarmiento, Nicolás de la Quintana y Pedro Nicolás Escribano, inició su expedición al otro lado del río Salado en el Fuerte de Salto. El 12 de abril de 1779 presentó su informe, aconsejando dejar en su lugar los fuertes y fortines en razón de que había todavía mucho campo sin cultivar a su retaguardia de la línea de frontera, lo que no justificaba un avance, y concluía por recomendar que

Si se determinare (como lo creo importante, útil y conveniente y aun necesario por ahora) subsistan las guardias de la frontera donde actualmente se hallan, o inmediaciones que dejo insinuadas, gradúo indispensable construir un reducto junto a la laguna de los Ranchos entre el Zanjón o Vitel y el Monte; regularizar la mayor parte de los fuertes, que están en disposiciones despreciables, y construir algunos a las inmediaciones indicadas de los que se hayan de mudar; de forma que los de Vitel, Monte, Luján, Salto y Rojas, sean guardias principales y residencias o cuarteles de cinco indispensables compañías de blandengues, y el proyectado en los Ranchos con los de Lobos, Navarro y Areco, sirvan de fortines con una pequeña guarnición, para estrechar las avenidas y facilitar el diario reconocimiento del campo comprendido en el cordón y su respectivo frente.

Afectado nuevamente a Montevideo y de acuerdo a lo solicitado en la Junta de Guerra celebrada en Montevideo el 7 de diciembre de 1796, en la nueva Junta de Guerra del 17 de julio de 1797 presentó al virrey Antonio Olaguer Feliú un plan para la defensa de Montevideo que, junto a propuestas de tenor similar, fue tratada en la Junta de Guerra celebrada en esa ciudad el 6 de septiembre de 1797 y elevada por el virrey al Príncipe de la Paz en nota del 4 de noviembre de ese año

dando cuenta de las medidas que ha tomado para defender aquellos dominios y atacar a los portugueses si dan motivo.

En el plano personal, Francisco Betbezé se casó con María Regina de Llano y Pesoa y fue padre del teniente realista Julián de Betbecé. Murió en 1802.